# Toughest Firefighter Alive
Toughest Firefighter Alive (TFA; deutsch: Härtester lebender Feuerwehrmann) ist ein Wettkampf für Feuerwehrangehörige, der auf nationaler, europäischer und internationaler Ebene ausgetragen wird. Der Wettbewerb wurde ursprünglich in den Vereinigten Staaten entwickelt und gilt als der Ironman-Wettbewerb der Feuerwehr.
Der Wettbewerb wird für Männer in verschiedenen Altersklassen durchgeführt, für Frauen gibt es eine eigene Klasse. Die europäische Ausscheidung wird im Elisabeth-Krankenhaus in Mönchengladbach durchgeführt, die Weltmeisterschaft wurde 2008 in Liverpool ausgetragen.

## Anforderung an die Sportler
Um an dem Wettkampf teilzunehmen, müssen die Sportler bestimmt Voraussetzungen erfüllen.

### Vorgabe der Wettkampfkleidung
Alle Stationen müssen in Feuerwehreinsatzbekleidung werden. Dies bedeutet:
- Einsatzbekleidung nach DIN EN 469 (Einsatzjacke / -hose)
- Einsatzstiefel nach DIN EN 345-2/S3
- Einsatzhandschuhen nach DIN EN 659
- Feuerwehrhelm

### Arbeitsmedizinische Untersuchung
Im Einzellauf wird die erste Station unter Atemschutz absolviert. Hier ist die Gültigkeit einer G26.3 Untersuchung Voraussetzung. Der Teilnehmer bestätigt bei den Anmeldung zum Wettkampf das vorliegen dieser Untersuchung. Für eventuelle Schäden bei nicht korrekten Angaben, übernimmt der Starter alleine die volle Verantwortung.

## Durchführung Einzellauf
Der Wettkampf gliedert sich in mehrere Disziplinen, die den Anforderungen beim Löscheinsatz nachempfunden sind. Die Aufgaben sind in der Regel in typischer Feuerwehrausrüstung durchzuführen. Die Höchstzeit für jede Aufgabe beträgt in den Männerkategorien vier Minuten, bei den Frauen fünf Minuten. Bei Nichterfüllung oder Abweichungen von Aufgaben werden dem Teilnehmern 4 weitere Strafminuten belastet. Gewinner dieses Feuerwehrsports ist der Teilnehmer mit der geringsten Gesamtzeit.
Neben den sportlichen Aspekten, finden die Kameradschaftlichen Grundsätze der Feuerwehr ebenfalls ihre Bedeutung in der Wertung. Unsportliches, bzw. unkameradschaftliches Verhalten führt ebenfalls zu Strafzeiten, in manchen schweren Fällen sogar zur Disqualifikation.

### Station 1: Schlauchziehen, Schläuche aufrollen
Es werden zwei B-Schläuche (insgesamt 80 m, in Buchten gelegt) an eine Kreiselpumpe angeschlossen. Danach müssen die Schläuche vollständig bis zur Markierung ausgezogen werden. Anschließend werden zwei B-Schläuche einfach aufgerollt und zu einer Box getragen. Dort müssen die Schläuche korrekt eingelegt werden.
Tritt ein Teilnehmer im Einzellauf an, findet diese Station unter angeschlossenem, umluftunabhängigem Atemschutz statt.

### Station 2: Keiser Force Machine, Dummy, Tunnel kriechen, Eskaladierwand
Zu Beginn wird ein Atemschutzgerät geschultert. Als erster Teil muss an einer Keiser Force Machine ein Gewicht mit einem Hammer bis zu einer Zielmarkierung geschlagen werden. Anschließend wird ein 80 kg schwere Dummy aufgenommen und 70 Meter gezogen. Sind diese Meter absolviert, wird das Atemschutzgerät, in einem festgelegten Bereich, abgelegt. Nun wir ein Kanister, mit Sand gefüllt, genommen und durch einen Tunnel gekrochen. Ist dies absolviert, legt der Teilnehmer eine Strecke zurück und muss die Eskalierwand von 3 Meter Höhe überwinden. Die Zeitnahme endet mit dem Aufkommen auf der Sprungmatte.

### Station 3: Anleitern, Gewichte ins 2. Stockwerk tragen, Schläuche hochziehen, Mundstück aufschrauben
Diese Übung findet mit einem Atemschutzgerät statt, welches jedoch nicht angeschlossen ist.
Zu Beginn der Station werden zwei Steckleiterteile aufgestellt. Stehen diese, werden zwei 15 kg schwere Kanister aufgenommen und ins 2. Obergeschoss getragen. Dort müssen zwei B-Schläuche, die in einer Leine eingebunden sind, hochgezogen werden. Anschließend werden die zwei Kanister wieder herunter getragen. Unten angekommen muss noch ein Mundstück eines Strahlrohres oder Wasserwerfers aufgeschraubt werden.

### Station 4: Etagenlauf
Beim Etagenlauf sind 15 Stockwerke mit der etwa 17 kg schweren Ausrüstung zu bewältigen. Diese Übung wird mit einem Pressluftatmer durchgeführt, der hier jedoch nicht angeschlossen ist. Die 15 Stockwerke werden von manchen Teilnehmern in einer Zeit von unter zwei Minuten bewältigt.

## Durchführung Staffellauf
Anders als beim Einzellauf können hier auch Teilnehmer starten, die keine gültige G26.3 besitzen, da hier kein Atemschutz angeschlossen wird. Ebenfalls ist hier das Absolvieren der Stationen in einer anderen Reihenfolge.
Die erste Station ist hier das Treppenhaus. Sobald der Teilnehmer die 15 Stockwerke erklommen hat, wird der Starter an der Station Schlauchziehen losgeschickt. mit dem ablegen der Schläuche in die Kiste, das der nächste Starter auf der Keiser Force Maschine starten. Sobald dieser Starter die Matten berührt hat, geht der letzte Starter auf die Reise zur Letzten Station. mit dem Überschreiten der Linie an dieser, endet sie Zeitnahme.

## Sieger des TFA-Germany
Nachfolgend sind hier die Sieger der Gesamtwertung gelistet
| Jahr | Sieger der Gesamtwertung | Nation      |
| ---- | ------------------------ | ----------- |
| 2007 | Kreen, Herbert           | Österreich  |
| 2008 | Novak, Lukas             | Tschechien  |
| 2010 | Novak, Lukas             | Tschechien  |
| 2011 | Novak, Lukas             | Tschechien  |
| 2012 | Novak, Lukas             | Tschechien  |
| 2013 | Posanz, Joachim          | Deutschland |
| 2014 | Novak, Lukas             | Tschechien  |
| 2015 | Novak, Lukas             | Tschechien  |
| 2016 | Posanz, Joachim          | Deutschland |
| 2017 | Moles, Petr              | Tschechien  |
| 2018 | Zdzieblo, Marcin         | Polen       |
| 2019 | Brousil, Michal          | Tschechien  |
| 2022 | Lüdeke, Jens             | Deutschland |

Die Ergebnisse aus dem Jahr 2009 sind nicht auf der Homepage des TFA-Germany ersichtlich.
Aufgrund der Coronapandemie fanden in den Jahren 2020 und 2021 keine Wettbewerbe in Mönchengladbach statt.